# 雲虎線
雲虎線（ユンフーせん）は、かつて台湾雲林県斗六市の斗六駅から斗南鎮を経て虎尾鎮の虎尾駅を結んでいた台湾糖業公司虎尾糖廠が運営していた複数の路線の総称。以下の路線で構成されていた。
1. 斗六線（とろくせん、崁頭厝線のうち斗六 - 大崙間）
2. 崙南線（ろんなんせん、新庄線の大崙 - 新庄間と将軍崙線の新庄 - 斗南間）[註 1]
3. 斗南線（となんせん、斗南 - 虎尾間。南北平行予備線の一部）

このうち、斗南線については台湾鉄路管理局（台鉄）の路線として再活用し、台湾高速鉄道の雲林駅と台鉄縦貫線の斗南駅間13.2kmを直結させる構想がある
。（虎尾駅以北はナローゲージの台湾糖業鉄道馬公厝線と共用）

## 沿革
- 1907年（明治40年） - 大日本製糖虎尾製糖所専用線として他里霧線（他里霧 - 五間厝）開業。
- 1910年（明治43年）1月31日 - 斗南線が3線軌道化され台湾総督府鉄道と共同運営、大日本製糖による旅客運送を開始[2]。
- 1912年（明治45年）2月18日 - 鈴木商店が設立した斗六製糖（斗六糖廠（中国語版）の前身）の営業線として斗六線（斗六 - 大崙 - 崁頭厝）と新庄線（大崙 - 新庄）開業[3]。
- 1914年（大正3年） - 東洋製糖が斗六製糖を合併。
- 1918年（大正7年） - 新庄線（新庄 - 潭墘）延伸開業。
- 1919年（大正8年）2月14日 - 斗六線（大崙 - 崁頭厝）を専用線から営業線に変更[4]。
- 1920年（大正9年）10月1日 - 行政区画変更により五間厝が虎尾に、他里霧が斗南に改称。
- 1927年（昭和2年） - 大日本製糖が東洋製糖を合併。
- 1932年（昭和7年） - 将軍崙線（斗南 - 新庄）開業。
- 1945年（昭和20/民国34年） - 第二次世界大戦終結により国民政府が接収、全土の路線が台湾糖業公司の運営に、新庄線と将軍崙線が統合され崙南線となる。
- 1953年 - 南北平行予備線の一部となる
- 1975年 - 斗六線と斗南線工場以南旅客営業廃止。
- 1978年 - 斗南線全線旅客営業廃止。
- 1995年 - 斗南駅および台鉄虎尾支線区間撤去[5]
- 1999年6月1日 - 斗南線で貨物輸送も停止され全区間廃線となる[6]。
- 2013年末 - 旧斗南線区間が「斗南自転車道（斗南自行車道）」として再生[7]。

## ギャラリー

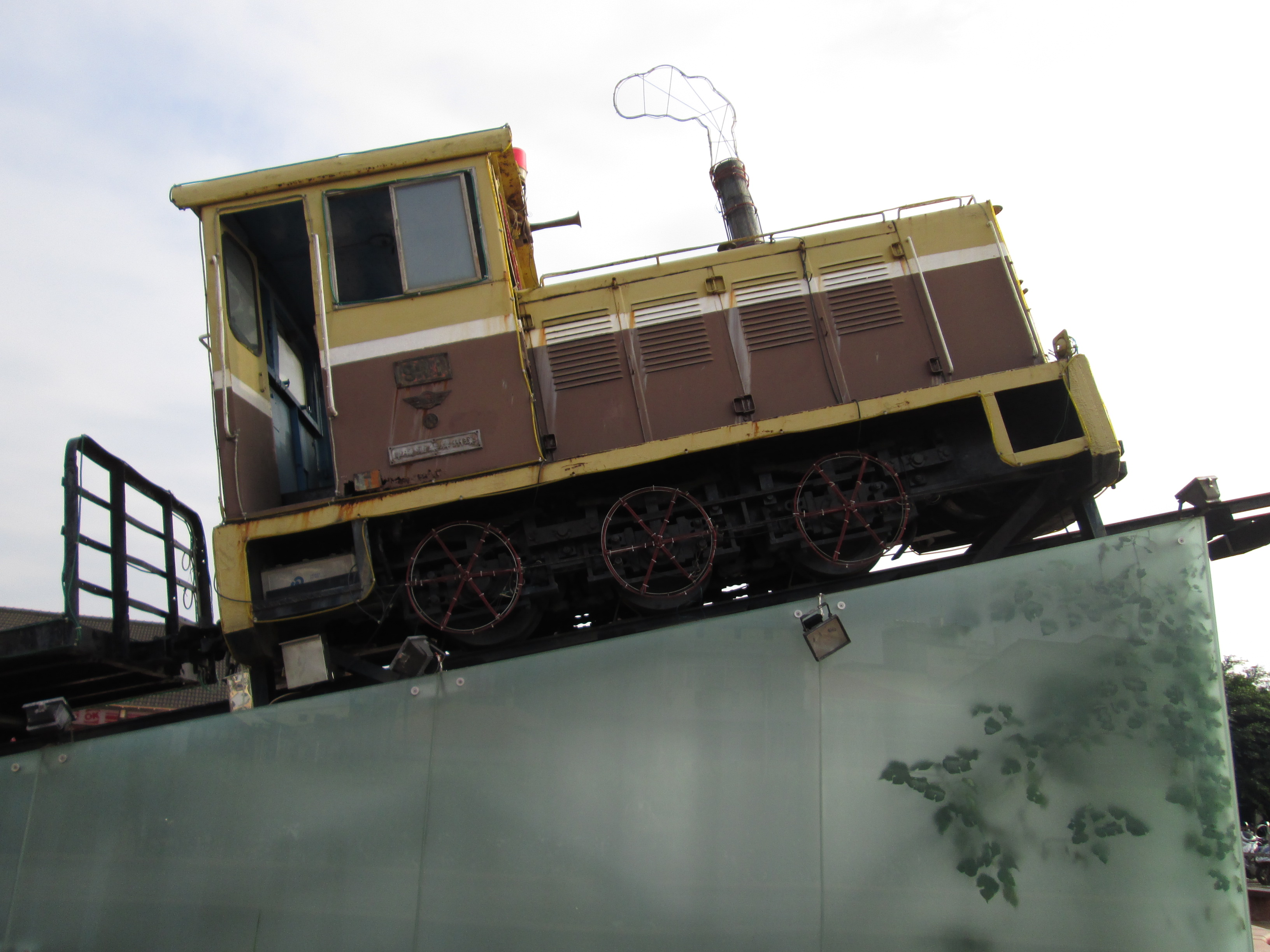
斗南駅で展示されている機関車
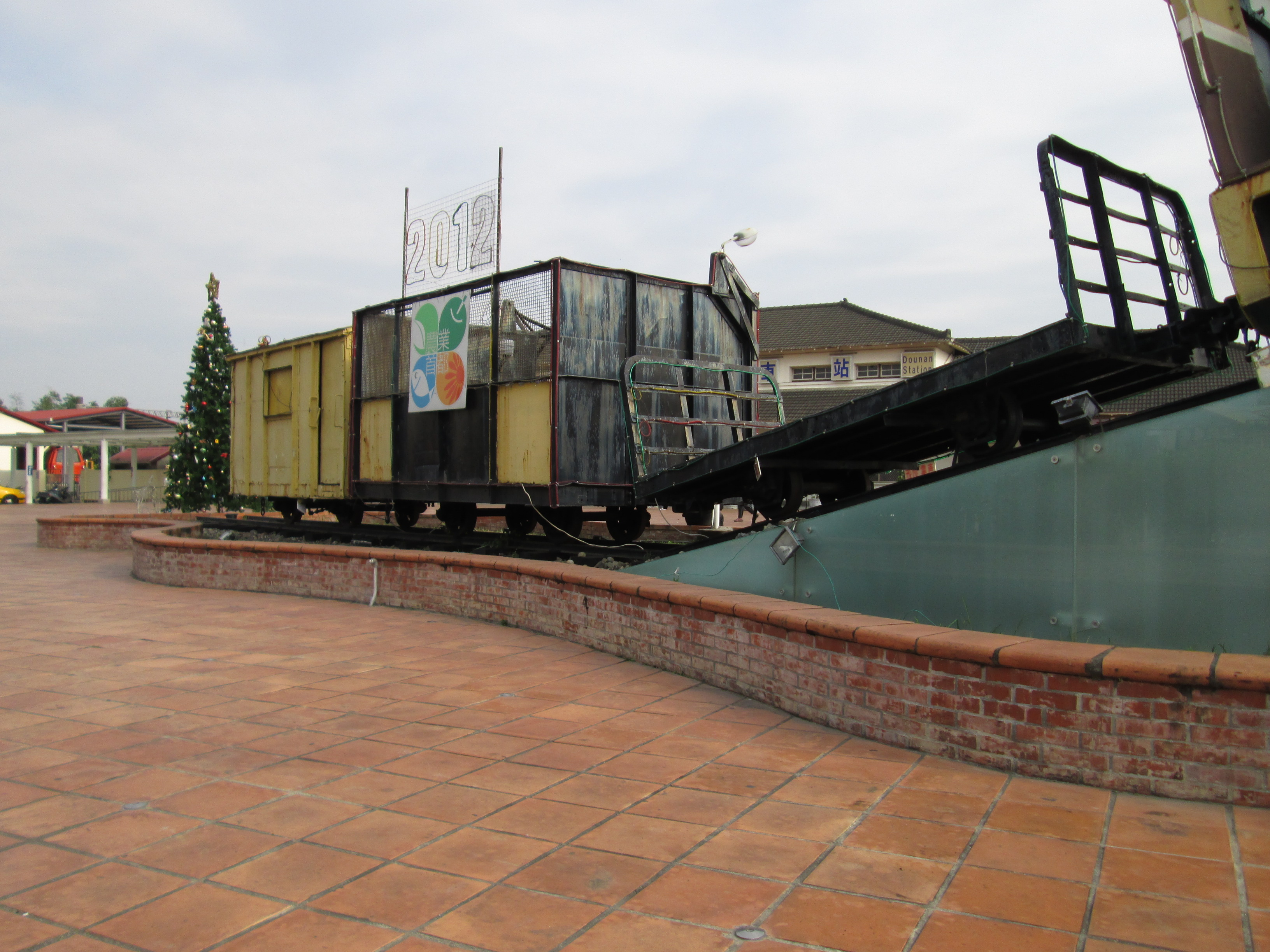
斗南駅で展示されている貨車
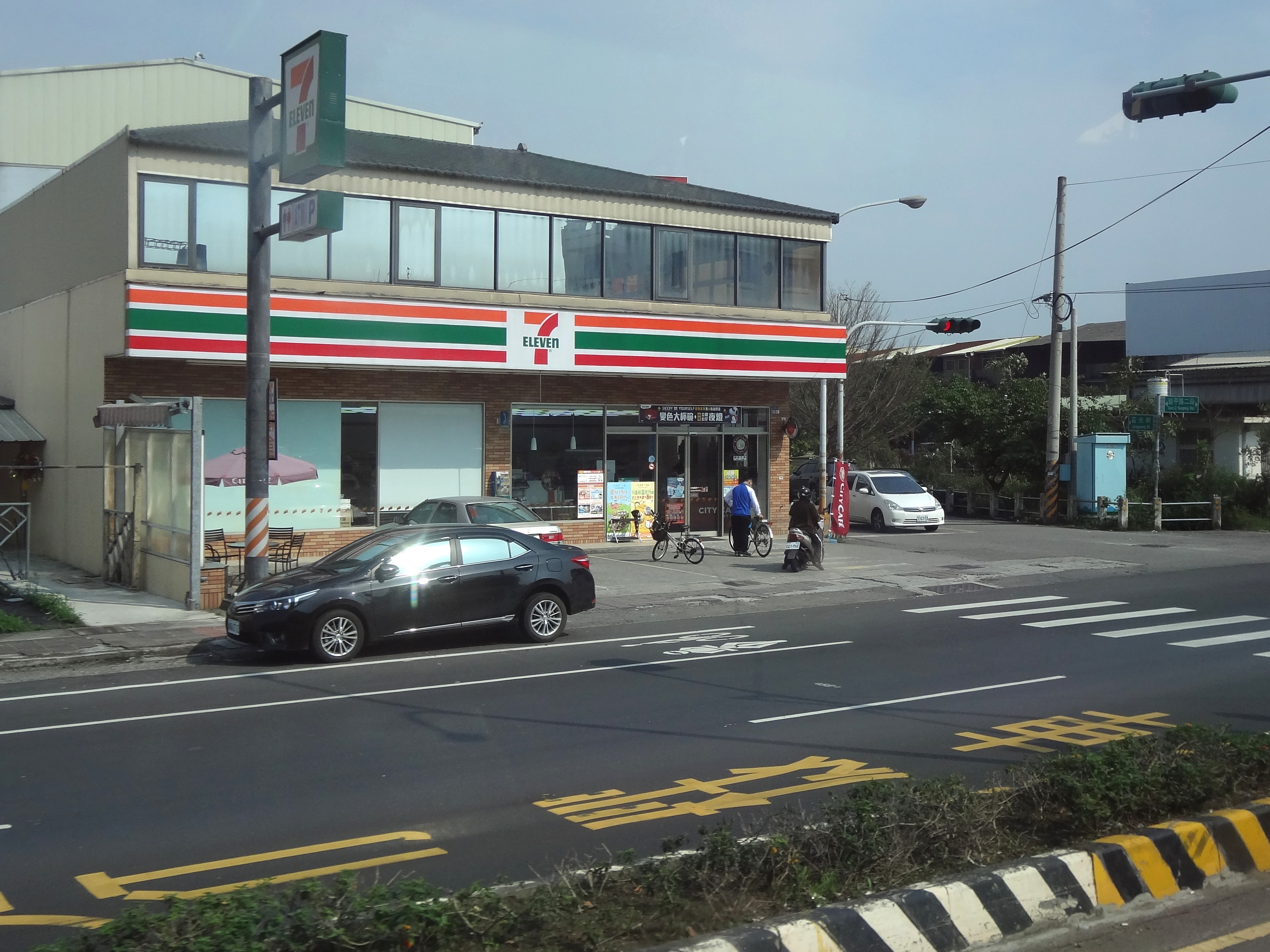
明昌駅跡（斗南鎮延平路のセブンイレブン于満門市。店舗横の道路標識奥にある小屋）
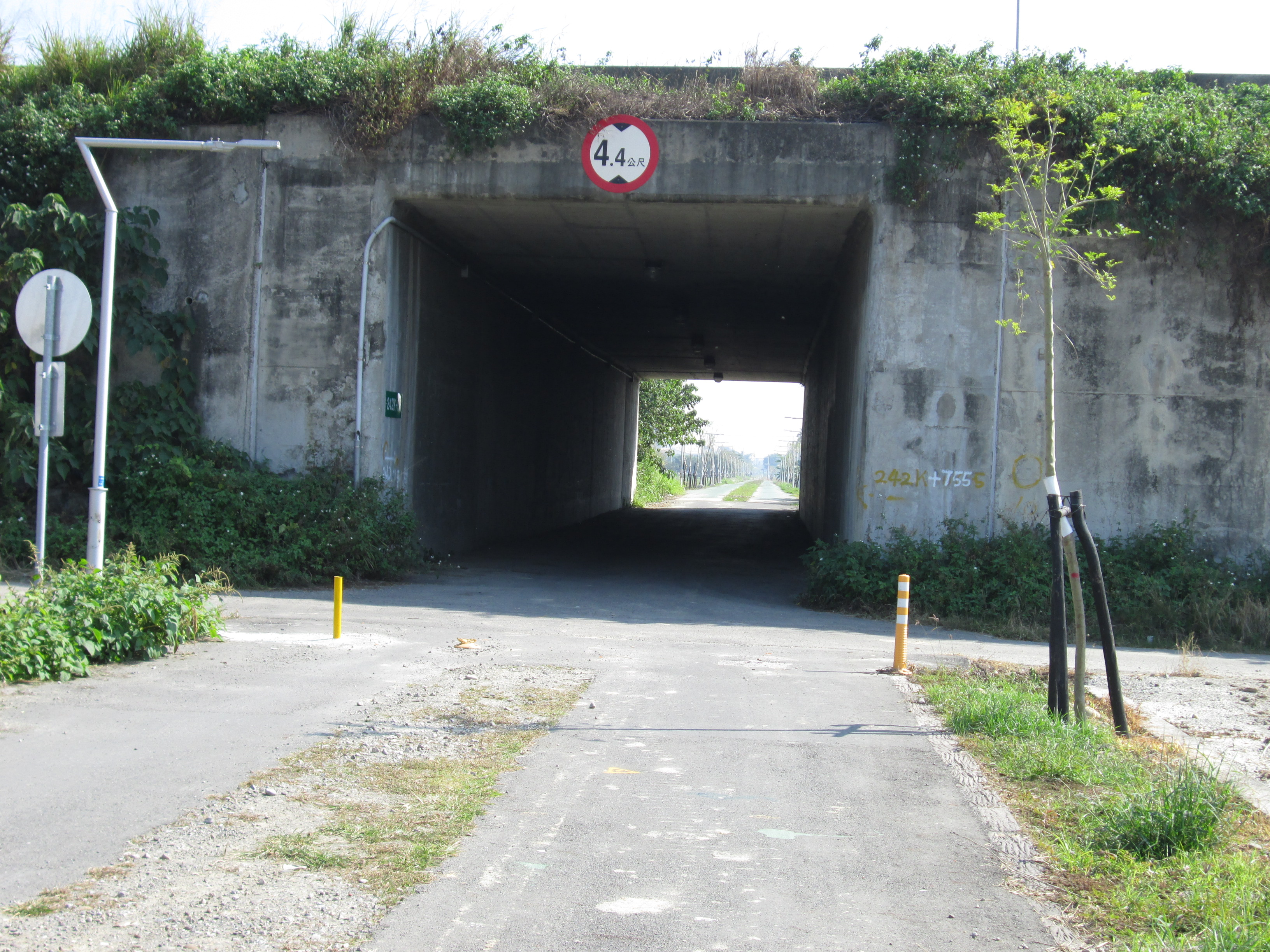
中山高速公路がオーバーパスする斗南線廃線跡
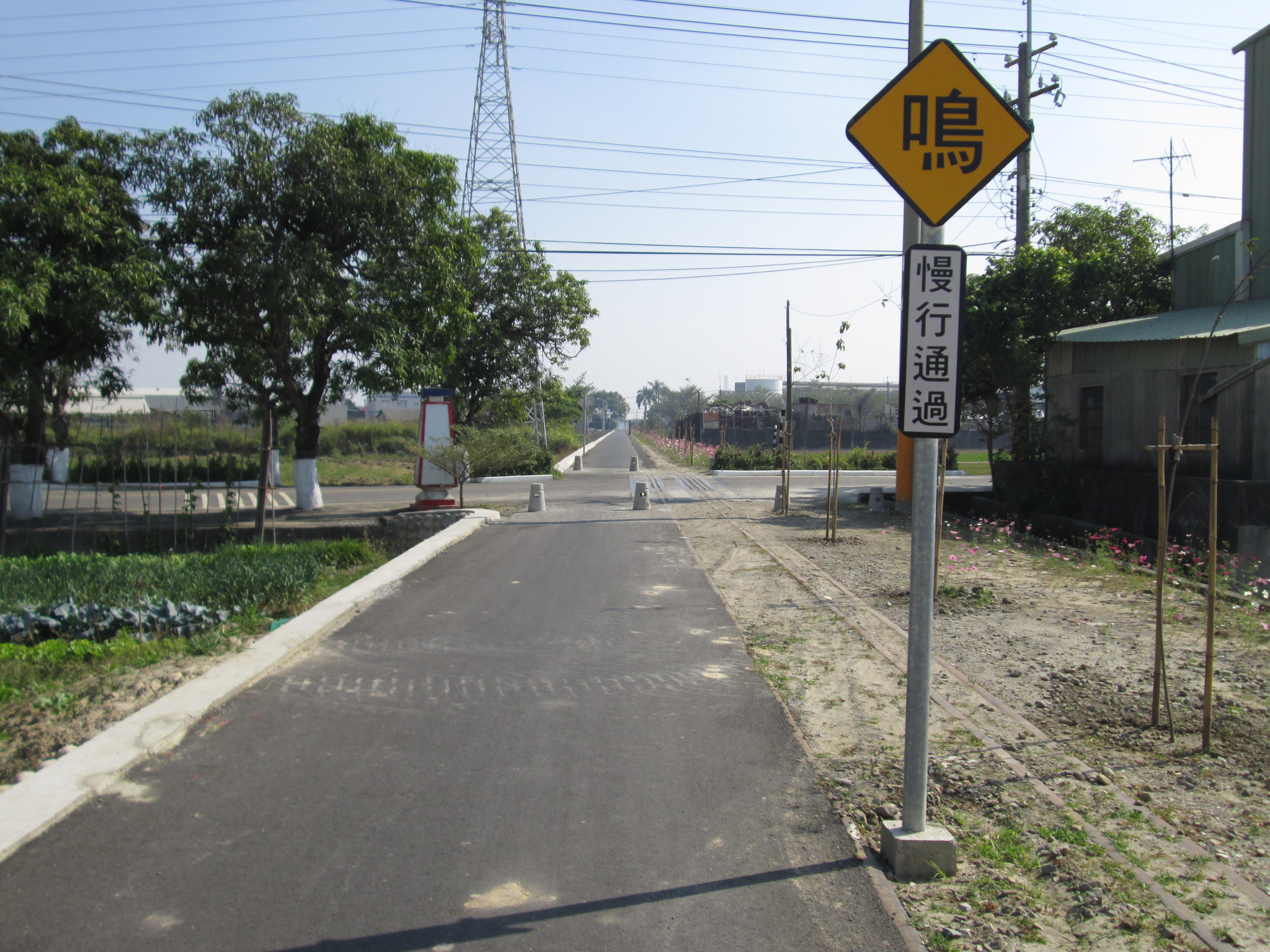
自転車道となった斗南線廃線跡
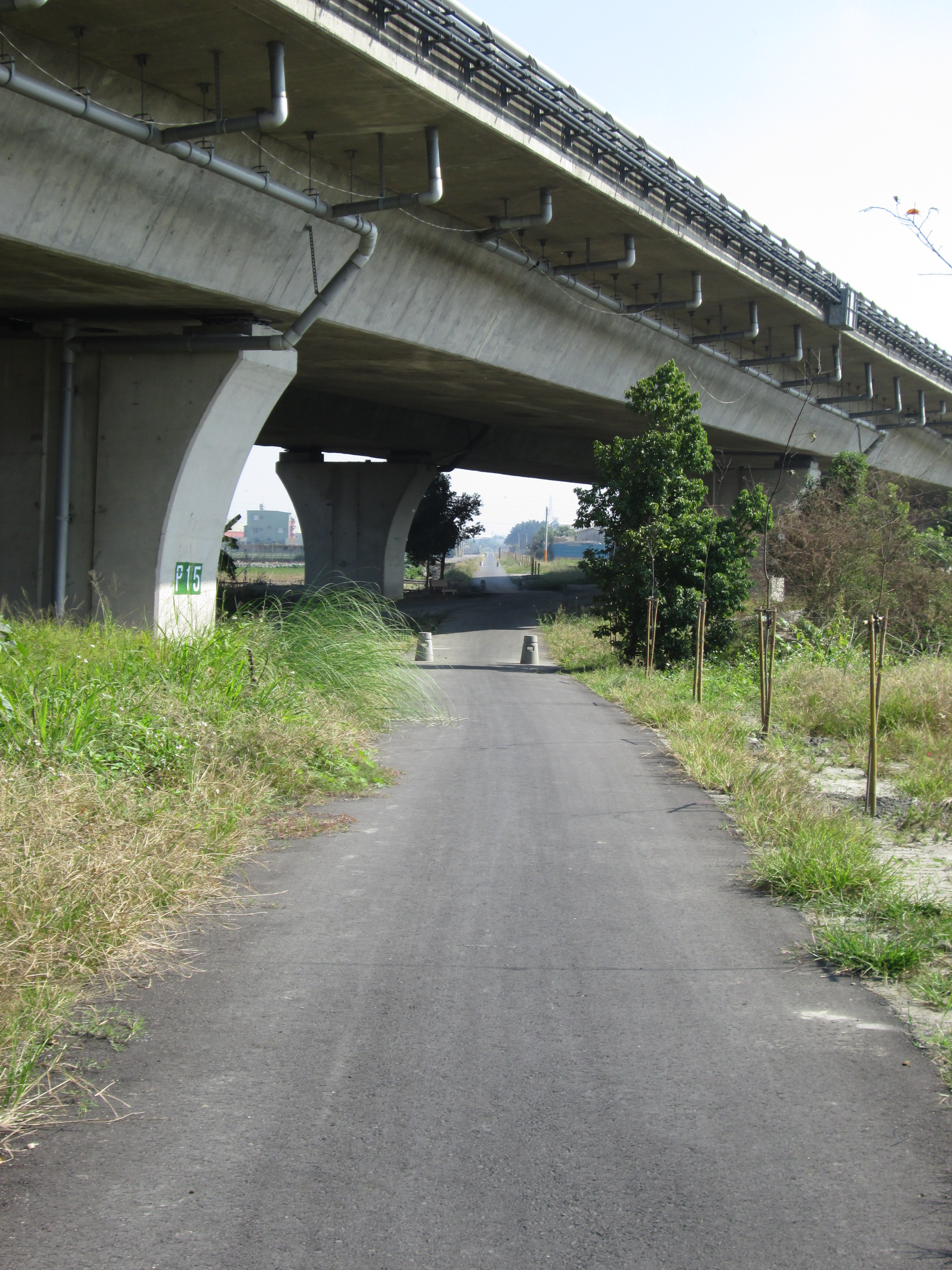
台78線がオーバーパスする斗南線廃線跡
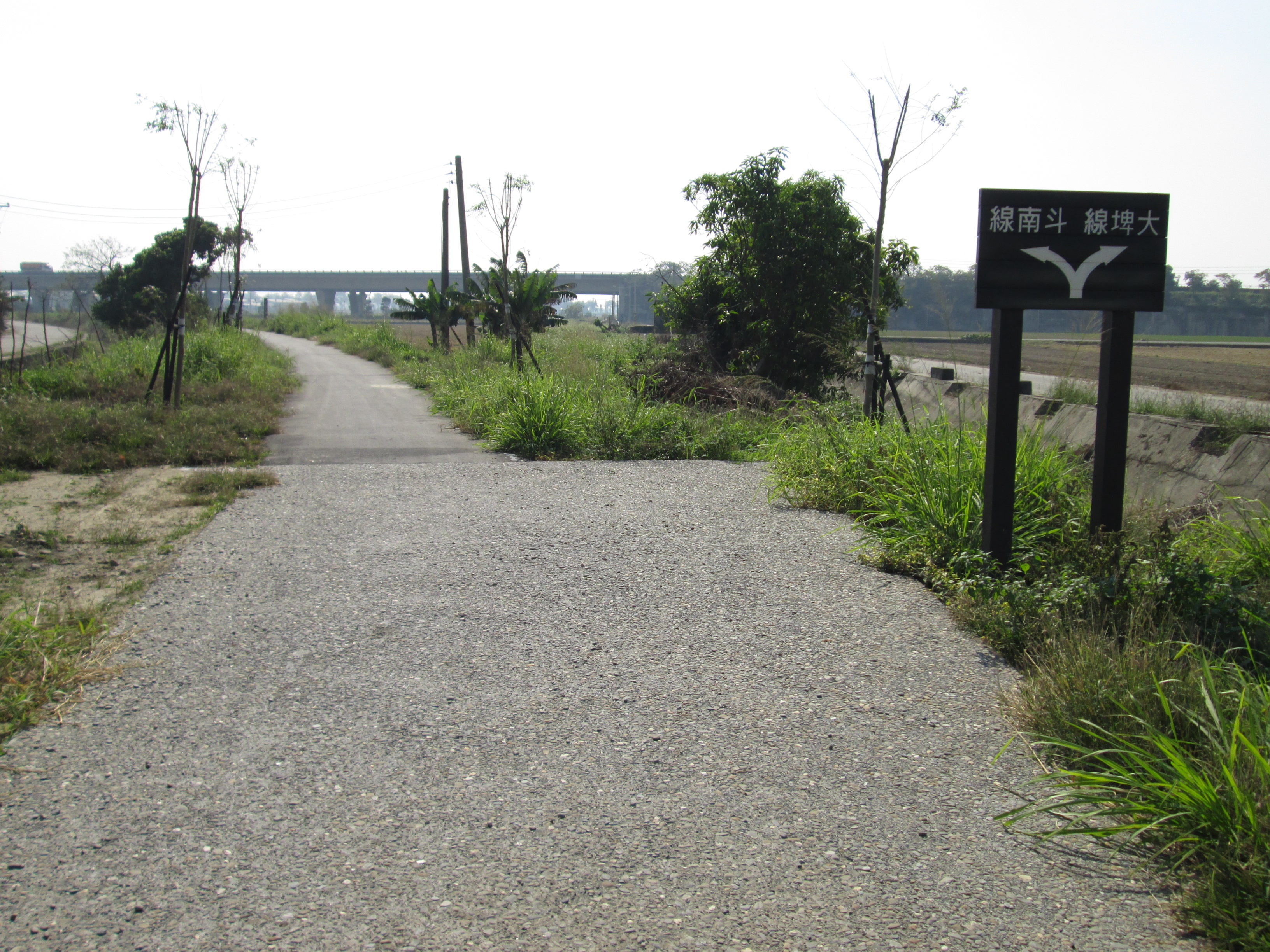
旧斗南線の自転車道（斗南鎮西伯里）
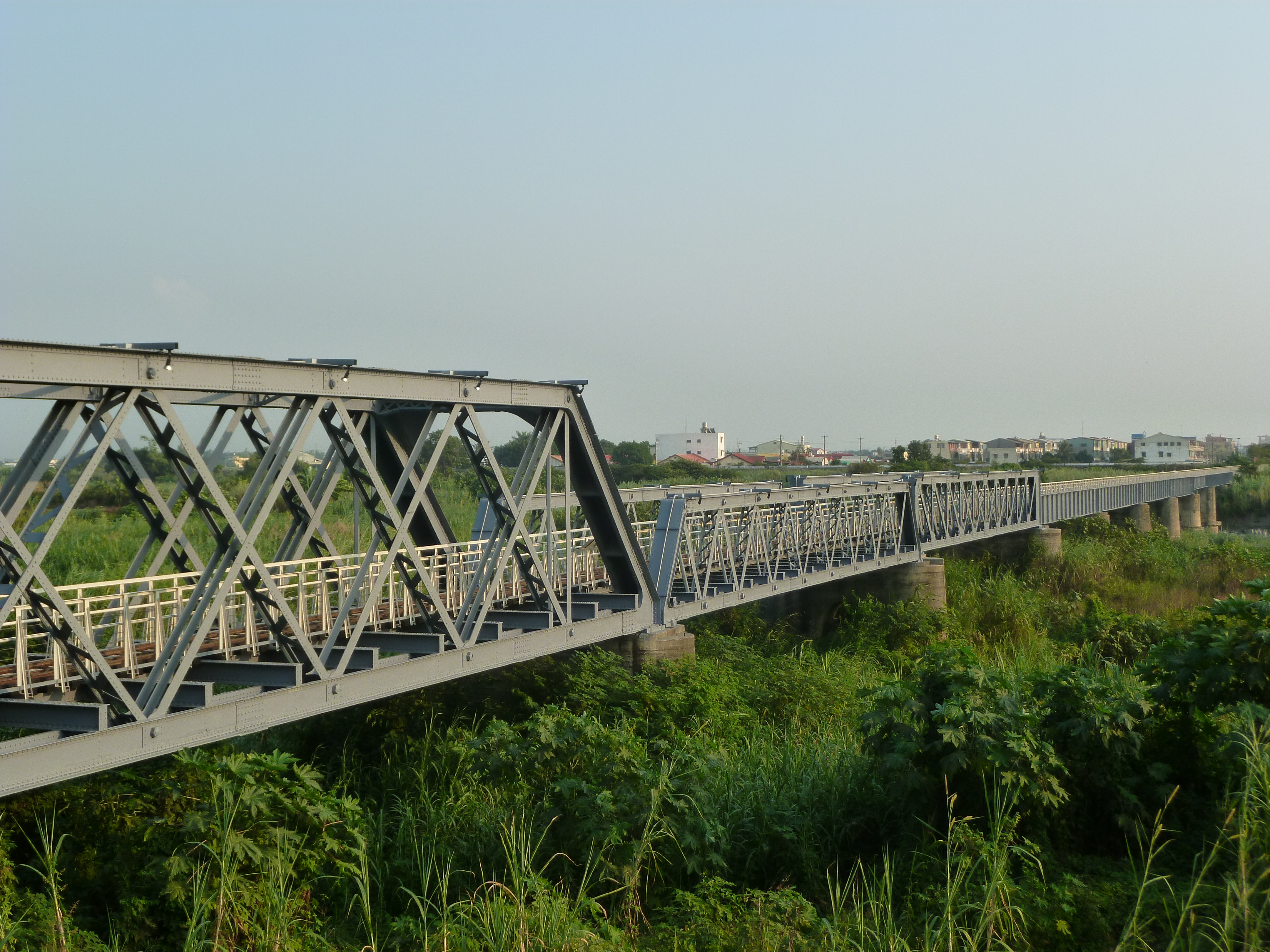
虎尾渓の虎尾鉄橋
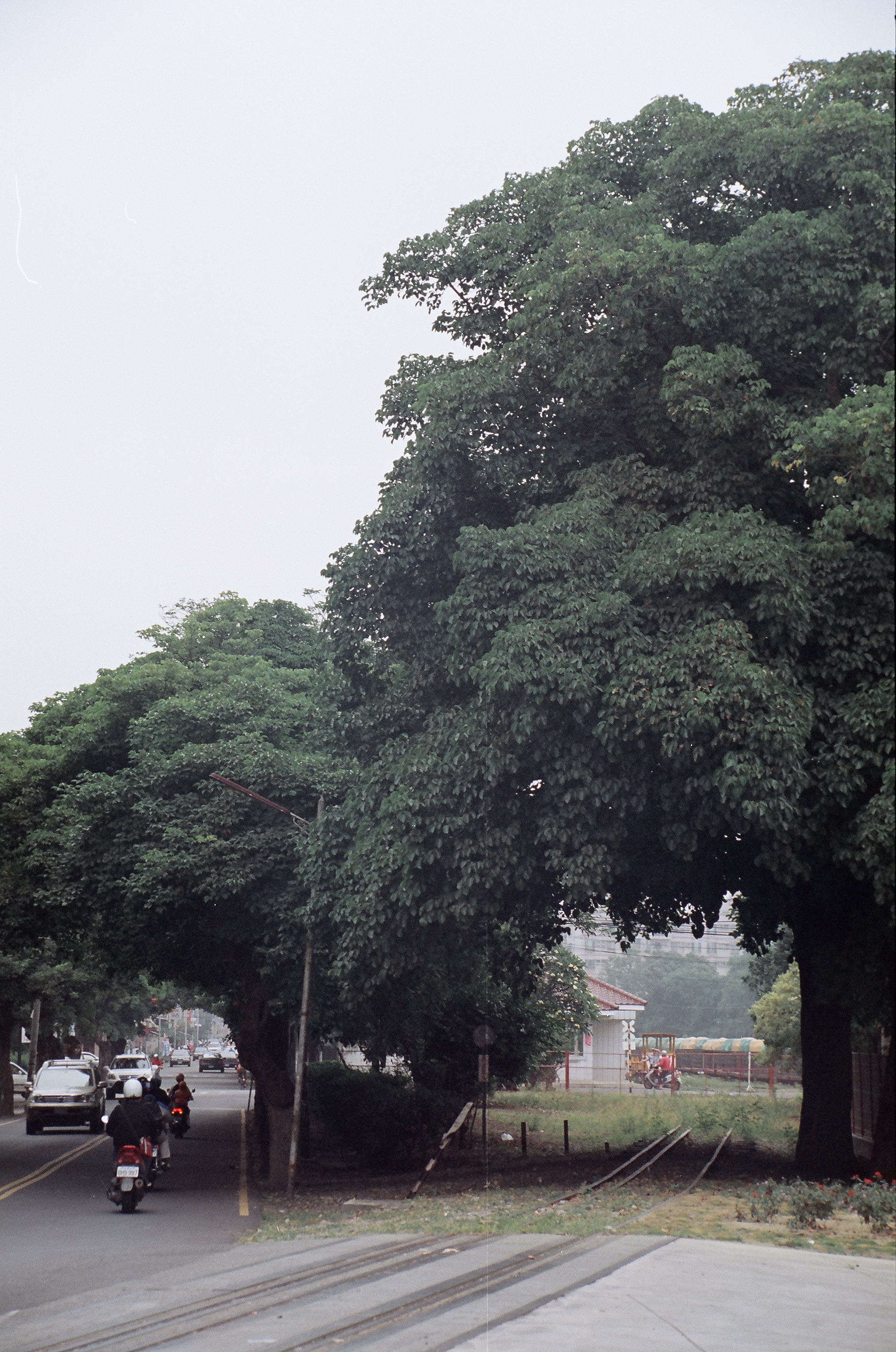
虎尾糖廠への入口

## 駅一覧
| 路 線    | 路 線          | 駅名      | 駅名         | 駅名   | 駅間 キロ                                                                                  | ※ 累計 キロ         | 接続路線・備考               | 所在地 | 所在地 |
| 路 線    | 路 線          | 日本語    | 繁体字中国語 | 英語   | 駅間 キロ                                                                                  | ※ 累計 キロ         | 接続路線・備考               | 所在地 | 所在地 |
| -------- | -------------- | --------- | ------------ | ------ | ------------------------------------------------------------------------------------------ | ------------------- | ---------------------------- | ------ | ------ |
| 斗 六 線 | 斗 六 斗 南 線 | 斗六駅    | 斗六車站     | Douliu | 0.0                                                                                        | 0.0                 | 崁頭厝線、縦貫線             | 斗六市 | 雲林県 |
| 斗 六 線 | 斗 六 斗 南 線 | 社口駅    | 社口車站     | Shekou | 1.8                                                                                        | 1.8                 | 崁頭厝線                     | 斗六市 | 雲林県 |
| 斗 六 線 | 斗 六 斗 南 線 | 大崙駅    | 大崙車站     | Dalun  | 2.2                                                                                        | 4.0                 | 崁頭厝線、（専用線）石榴班線 | 斗六市 | 雲林県 |
| 崙 南 線 | 斗 六 斗 南 線 | 大崙駅    | 大崙車站     | Dalun  | 2.2                                                                                        | 4.0                 | 崁頭厝線、（専用線）石榴班線 | 斗六市 | 雲林県 |
| 崙南分岐 | 斗 六 斗 南 線 | 崙南分歧  | Lun'nan      | (0.8)  | 4.8                                                                                        | 崁頭厝線            |                              | 斗六市 | 雲林県 |
| 瓦厝駅   | 斗 六 斗 南 線 | 瓦厝車站  | Wacuo        | 2.5    | 6.5                                                                                        |                     |                              | 斗六市 | 雲林県 |
| 新庄分岐 | 斗 六 斗 南 線 | 新庄旗站  | Xinzhuang    |        |                                                                                            | 新庄線              | 斗南鎮                       |        | 雲林県 |
| 将軍駅   | 斗 六 斗 南 線 | 將軍車站  | Jiangjun     | 1.7    | 8.2                                                                                        |                     | 斗南鎮                       |        | 雲林県 |
| 斗南駅   | 斗 六 斗 南 線 | 斗南車站  | Dounan       | 3.2    | 11.4                                                                                       | 旧称：他里霧 縦貫線 | 斗南鎮                       |        | 雲林県 |
| 斗南駅   | 斗 南 線       | 斗南車站  | Dounan       | 3.2    | 11.4                                                                                       | 旧称：他里霧 縦貫線 | 斗南鎮                       |        | 雲林県 |
| 明昌駅   | 明昌車站       | Mingchang | 0.6          | 12.0   | 旧称：明昌里                                                                               |                     | 斗南鎮                       |        | 雲林県 |
| 大東駅   | 大東車站       | Dadong    | 2.9          | 14.9   | （専用線）小東線                                                                           |                     | 斗南鎮                       |        | 雲林県 |
| 工場駅   | 工場車站       |           | 2.1          | 17.0   | 南北平行予備線（大林線）                                                                   | 虎尾鎮              |                              |        | 雲林県 |
| 工場駅   | 工場車站       | 予 備 線  | 2.1          | 17.0   | 南北平行予備線（大林線）                                                                   | 虎尾鎮              |                              |        | 雲林県 |
| 虎尾駅   | 虎尾車站       | Huwei     | 2.0          | 19.0   | 旧称：五間厝 南北平行予備線（北港線、西螺線、龍巖線、崙背線） （専用線）馬公厝線、竹圍子線 | 虎尾鎮              |                              |        | 雲林県 |

### 註釈
1. ↑  1.2を総称して斗六斗南線と表することもある。